# Josh McDaniels
Pour les articles homonymes, voir McDaniels.
Joshua Thomas McDaniels, né le 22 avril 1976 à Barberton dans l'Ohio, est un entraîneur de football américain en National Football League.
Il a notamment été le coordinateur offensif et entraîneur des quarterbacks des Patriots de la Nouvelle-Angleterre. Il est également l'entraîneur principal des Broncos de Denver durant les saisons 2009 et 2010 et des Raiders de Las Vegas entre 2022 et 2023.

## Carrière professionnelle

### Débuts avec les Patriots de la Nouvelle-Angleterre
Josh McDaniels est embauché par Bill Belichick et les Patriots de la Nouvelle-Angleterre en 2001 comme assistant du personnel. De 2002 à 2003, McDaniels est utilisé comme assistant défensif. Il travaille en 2003 avec les defensive backs. Il participe alors à la première dynastie des Patriots, remportant les Super Bowls XXXVI, XXXVIII et XXXIX.
Après le départ du coordinateur offensif de l'équipe Charlie Weis à la fin de la  saison 2004, les Patriots ne nomment pas de coordinateur offensif pour la saison 2005. À la fin de la saison, Josh McDaniels est promu au poste de coordinateur offensif, tout en restant entraîneur des quarterbacks. 
Lors de la saison 2007, McDaniels emmène son attaque à battre tous les records en marquant 67 touchdowns, dont 50 à la passe et 17 à la course. Ces résultats créent des rumeurs autour du coordinateur offensif afin qu'il devienne entraîneur principal dès la saison suivante. Après l'échec au Super Bowl XLII, il reste une saison de plus avec les Patriots. Tom Brady se blesse dès la première semaine de la saison suivante, mais les Pats terminent tout de même à un bilan de 11 victoires pour 5 défaites avec Matt Cassel. 

### Entraîneur principal des Broncos de Denver
Le 11 janvier 2009, les Broncos de Denver nomment Josh McDaniels en tant qu'entraîneur principal, remplaçant Mike Shanahan. McDaniels signe un contrat de 8 millions de dollars pour 4 saisons. Le lendemain, les Broncos introduisent leur nouvel entraîneur lors d'une conférence de presse. 
Dès ses débuts avec les Broncos, McDaniels rencontre un problème avec le quarterback Jay Cutler à la suite de rumeurs d'échange avec les Patriots,. Cutler doit être envoyé aux Bears de Chicago. Les Broncos commencent la saison avec 6 victoires consécutives, notamment avec une victoire en prolongation contre les Patriots. Pourtant, rapidement, la saison des Broncos va basculer du mauvais côté avec un enchaînement de défaite et un bilan final décevant de 8 victoires pour 8 défaites.
La saison 2010 est encore moins bonne pour McDaniels et après une ultime défaite contre les Chiefs de Kansas City, il est viré par les Broncos avec un bilan provisoire de 3 victoires pour 9 défaites. Cet épisode avec les Broncos marque l'un des plus importants échecs de sa carrière.

### Rams de Saint-Louis
Le 18 janvier 2011, Josh McDaniels retrouve un emploi en acceptant le poste de coordinateur offensif pour les Rams de Saint-Louis sous l'entraîneur principal Steve Spagnuolo. À la fin de la saison 2011, Spagnuolo est viré de son poste et les Rams informent McDaniels que malgré son contrat, il ne serait pas dans l'encadrement de l'équipe en 2012. 

### Retour avec les Patriots
Josh McDaniels retourne aux Patriots de la Nouvelle-Angleterre lors des matchs éliminatoires de la saison 2011 en tant qu'assistant entraîneur offensif. Bill O'Brien quittant la franchise à la fin de la saison, les Patriots préparent le retour de McDaniels comme coordinateur offensif de l'équipe. Avec les Pats, l'entraîneur ajoute deux nouveaux Super Bowls avec les succès au Super Bowl XLIX contre les Seahawks de Seattle et une nouveau contre les Falcons d'Atlanta au Super Bowl LI, à la tête de l'attaque de Tom Brady. La saison suivante, il atteint de nouveau le Super Bowl, mais est dominé par les Eagles de Philadelphie et s'incline lors du Super Bowl LII. Courtisé par plusieurs équipes, il choisit le poste d'entraîneur principal des Colts d'Indianapolis qu'il rejoint officiellement deux jours après la défaite au Super Bowl. Quelques heures après l'annonce officielle, il fait marche arrière et choisit de rester aux Patriots. Si les Colts réalisent une bonne saison sous les ordres de Frank Reich, McDaniels ajoute à la fin de la saison un nouveau titre à son palmarès après le succès des Patriots dans le très défensif Super Bowl LIII.

### Raiders de Las Vegas
Le 31 janvier 2022, il est nommé entraîneur principal des Raiders de Las Vegas. McDaniels est licencié en octobre 2023 après un bilan de 3 victoires en 8 matches de la saison 2023.